# Olympische Sommerspiele 1972/Teilnehmer (Costa Rica)
| Gelbes Symbol für Goldmedaillen mit stilisierten Olympischen Ringen | Graues Symbol für Silbermedaillen mit stilisierten Olympischen Ringen | Braundes Symbol für Bronzemedaillen mit stilisierten Olympischen Ringen |
| ------------------------------------------------------------------- | --------------------------------------------------------------------- | ----------------------------------------------------------------------- |
| —                                                                   | —                                                                     | —                                                                       |

Costa Rica nahm an den Olympischen Sommerspielen 1972 in München mit einer Delegation von drei Sportlern (allesamt Männer) teil. Diese traten in drei Sportarten bei vier Wettbewerben an.

## Teilnehmer nach Sportarten

### Judo
- Roberto Solórzano
Halbschwergewicht: 19. Platz

### Leichtathletik
- Rafael Angel Pérez
5000 m: DNS
10.000 m: Vorlauf

### Schießen
- Hugo Chamberlain
Kleinkaliber Dreistellungskampf: 56. Platz
Kleinkaliber liegend: 68. Platz